# Disophrys sissoo
Disophrys sissoo är en stekelart som beskrevs av Wilkinson 1929. Disophrys sissoo ingår i släktet Disophrys och familjen bracksteklar. Inga underarter finns listade i Catalogue of Life.